# 八堵橋 (台鐵)
臺鐵縱貫線八堵橋是位於中華民國（臺灣）基隆市暖暖區，跨越基隆河的一座鐵路橋樑，連接三坑車站與八堵車站。現役橋梁於2005年3月30日東正線（南下線）通車、同年4月28日西正線（北上線）通車。此橋重建通車前，舊橋之官方名稱為「基隆河橋」。

## 沿革與設計
臺灣第一條客貨運鐵路自基隆火車碼頭至新竹火車碼頭為止，係1887年6月起由清代臺灣巡撫劉銘傳及其繼任者邵友濂主政動工闢建。基隆通往台北的路段，原本經過今日基隆市安樂區佛祖嶺，通過獅球嶺隧道與七堵的舊基隆河橋（今大華橋前身），並未行經現在路線。

1895年起日本統治臺灣，由於清代鐵路獅球嶺隧道路段太陡峭，火車行駛不易，所以日本當局臨時臺灣鐵道隊自1896年5月起在基隆至七堵區間另闢新路線，開鑿竹仔藔隧道與架設新的基隆河橋，於1898年通車，這座重新定線新建的第一代基隆河橋（八堵橋），架設地點位於今日八堵車站北側，與清代鐵路舊橋相隔甚遠。

### 第一代橋
1896年9月開工，設計為2孔50呎半穿式鋼鈑梁橋、1孔100呎華倫式半穿式桁架橋、1孔50呎上承式鋼鈑梁橋等，合計4橋墩5橋孔的單線鐵路橋，總長99.8公尺，橋墩、橋台採3公尺深擴大基礎，以石材砌築。
本橋於1897年12月15日竣工，並在隔年（1898年）與竹仔藔隧道等路段之新路線一併通車。
第一代橋大約在1914年之後，配合基隆水道水源地（今暖暖）送水幹管改造，於橋上枕木兩側設置內徑約36公分的德國製鋼鐵水管，經竹仔嶺隧道送水至基隆市內。
第一代橋現已不存，推測於台灣日治時期昭和初年（1920年代末期）拆除。

### 第二代橋
臺灣總督府鐵道部自1912年開始，將台北～基隆間單線鐵路擴建為複線鐵路，其中八堵車站與基隆車站區間的複線在1914年4月份通車，該區間新建第二代基隆河橋（位於第一代橋下游側），由於此處的下游側是位在西側，依日本鐵路系統靠左行駛通則，二代橋通車後做為北上線橋，原第一代舊橋則做為南下線橋。

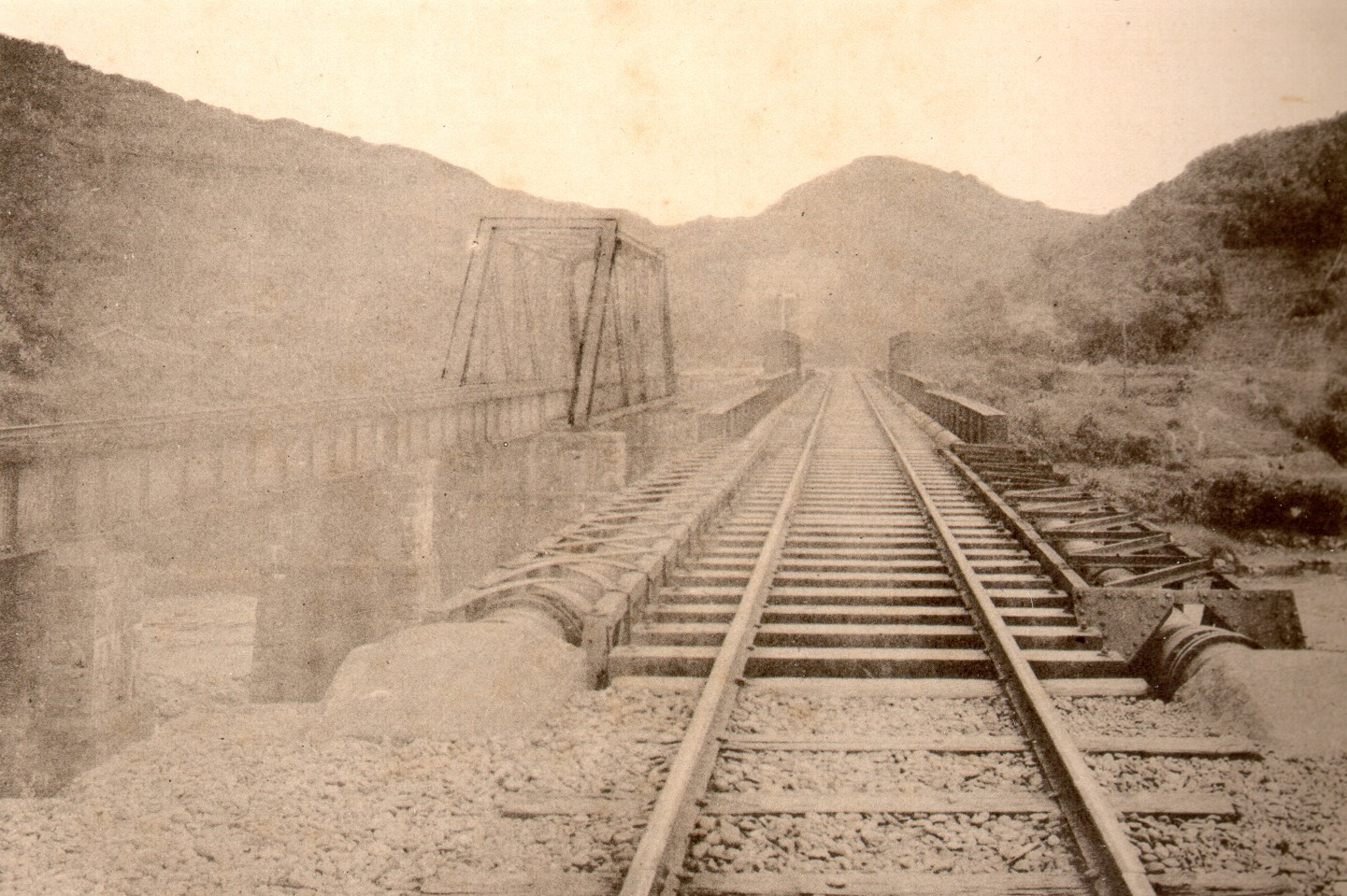
第一代基隆河橋（八堵橋）附有自來水鐵管；左側第二代橋是在1914年雙軌工程增建通車。

第二代橋為單線橋梁，各橋孔跨度與第一代橋相同，但二代橋的1孔100呎主跨改採量體較大的下承式穿式平行弦桁架橋，其餘4橋孔則為上承式鋼鈑梁橋（60呎1孔、50呎3孔），橋墩與橋台則改用紅磚砌築。
二代橋約於戰後不明年代停用，停用前主跨100呎下承式桁梁已更換為下承式鋼鈑梁。但2001年8月15日曾短暫復駛（並配合架設電桿與電車線），以利替換第三代橋之北上線，惟同年9月16日跨17日納莉颱風來襲，基隆河水暴漲，河岸貨櫃遭沖失順流而下，撞斷第二代橋，現已改建而不存。

### 第三代橋
由於八堵至基隆間複線工程並未改善原有16.7‰的大坡度，於是臺灣總督府鐵道部自1920年代起在該區間另建設坡度10‰的雙軌新線，工程包含新鑿第二代雙線竹仔嶺隧道、架設雙線第三代新基隆河橋以及擴建八堵車站站場等。
第三代橋建於第二代橋下游側一旁，設計為2孔、每孔跨徑150呎（47.09公尺）的下承式平行弦華倫式桁架橋（Warren truss），為台鐵最初的複線（雙軌）桁梁鐵橋，橋墩與橋台主要以紅磚砌築。該橋於1923年10月21日隨著基隆至八堵間雙軌新線通車而啟用。三代橋通車後，基隆河上共有第一至第三代3橋並列，合計4線軌道，此時原本第一代及第二代橋由縱貫線劃歸為宜蘭線鐵路。

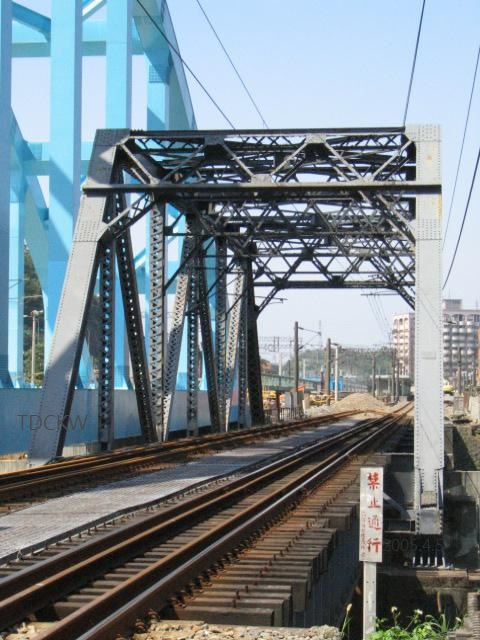
第三代基隆河橋（八堵橋）是台鐵唯一雙線型桁架橋，戰後改建為1孔下承式桁架梁及2孔上承式鋼鈑梁，現已不存。

#### 改良
三代橋於戰後中華民國時期因橋墩發生裂隙，由臺灣鐵路管理局於橋下新建橋墩與橋台各2座、拆除原本桁梁1孔及移設另1孔桁梁至橋位中段，另上下行路線各增設跨徑22.3公尺、25.4公尺上承式鋼鈑梁各1孔，全部工程於1969年1月27日竣工、2月通車。
1977年12月31日，第一期鐵路電氣化工程（基隆～竹南間）完工，第三代橋已增設電桿、懸臂組與電車線。
之後三代橋主跨桁梁因年久失修，預定改建，遂於2001年8月15日起停用，但同年9月16日跨17日納莉颱風來襲，基隆河水暴漲，河岸貨櫃順流而下，撞斷第二、第三及第四代橋。因三代橋受損程度較二代與四代橋輕微，故臺鐵局於同月29日緊急搶通第三代橋。此橋現已改建不存。

### 第四代橋
推測在台灣日治時期大正末年或昭和初年（約1920年代中後期）興建，架設於第一代橋與第二代橋中間，橋梁跨徑與上部結構均模仿第二代橋，但下部結構之橋墩已改用混凝土結構。

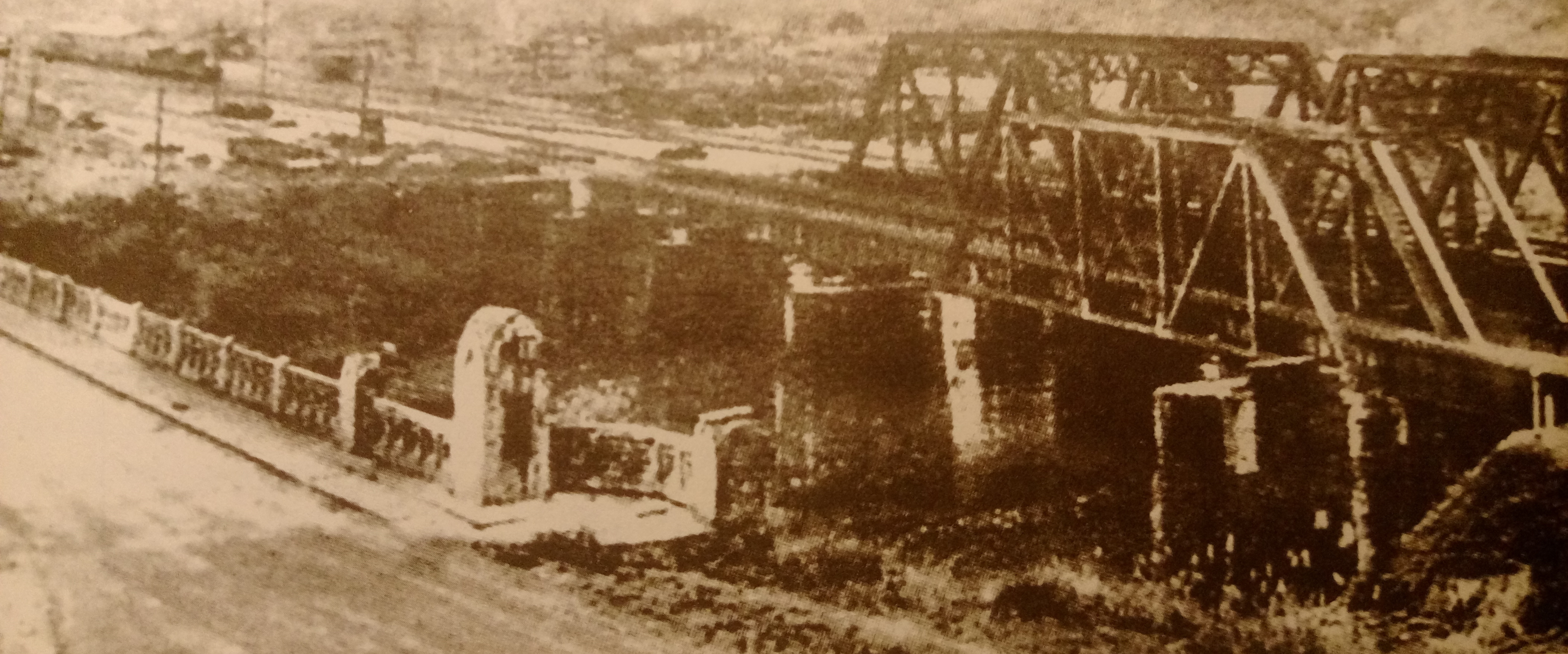
歷代基隆河橋（八堵橋）。由最右側起算，分別為1923年第三代橋（雙線寬度）、1914年第二代橋、1920年代後期第四代橋與旁邊只剩廢橋墩的1898年第一代橋。照片左下側水泥橋為初代公路八堵橋。

第四代橋興建原因不明，推測可能是為了取代老舊的第一代橋。
四代橋主跨之100呎下承式平行弦普拉特式桁梁（Pratt truss），於不明年代更換為下承式鋼鈑梁。該橋持續使用至1990年代初，後期僅少數列車行駛。
1991年之後，基隆市政府拓寬龍安街與南榮路，臺鐵局配合拆除緊鄰該道路的宜蘭線鐵路，因此第四代橋連同宜蘭線之拆除而停用，原行駛於其上的宜蘭線基隆～八堵間柴油普通車自1991年6月26日起改行駛第三代橋。
第四代橋於2001年3月6日曾短暫復駛（並配合架設電桿與電車線），以替換第三代橋之南下線，至同年9月16日跨17日納莉颱風來襲，河水暴漲，遭順流而下的貨櫃撞斷，現已改建不存。

### 第五代橋（現役）
由於第三代八堵橋受1999年臺灣921大地震影響，需要整修或改建，所以中華民國交通部臺灣鐵路管理局於2001年3月及8月將三代橋橋上路線暫時切換到隔鄰的二代橋與四代橋，只不過同年9月16日跨17日納莉颱風來襲致河水暴漲，各橋均遭順洪而下的貨櫃撞斷。因此，臺鐵局專案工程處配合後續的基隆河整治計畫，在原本二代橋與四代橋的位置重建新橋，是為第五代橋。
第五代八堵橋依兩百年洪水頻率估算，橋面較舊橋提高1至1.5公尺（八堵車站站場同步墊高及變更配線），在2003年8月動工，新橋採用大跨距下承式鋼拱橋設計，橋高24公尺、寬10.6公尺、長115公尺，單跨無橋墩，可避免阻礙水流。施工時以二代、四代橋舊橋墩臨時支撐，至2004年8月下旬完成鋼拱架設，2005年初開始上漆。考慮行車安全，鋼拱顏色排除與號誌機燈號相關的紅、黃、綠色等，最後採用地方人士建議的天空藍為新橋色彩，呼應基隆市海洋城市的風格。
2005年3月左右，第五代橋上漆完成，並拆除橋下支撐的舊墩，橋面鋪設無道碴道床，同年3月29日夜跨30日切換新東正線（南下線）通車、4月27日夜跨28日切換新西正線（北上線）通車，自此，第五代橋取代第三代橋，營運至今。

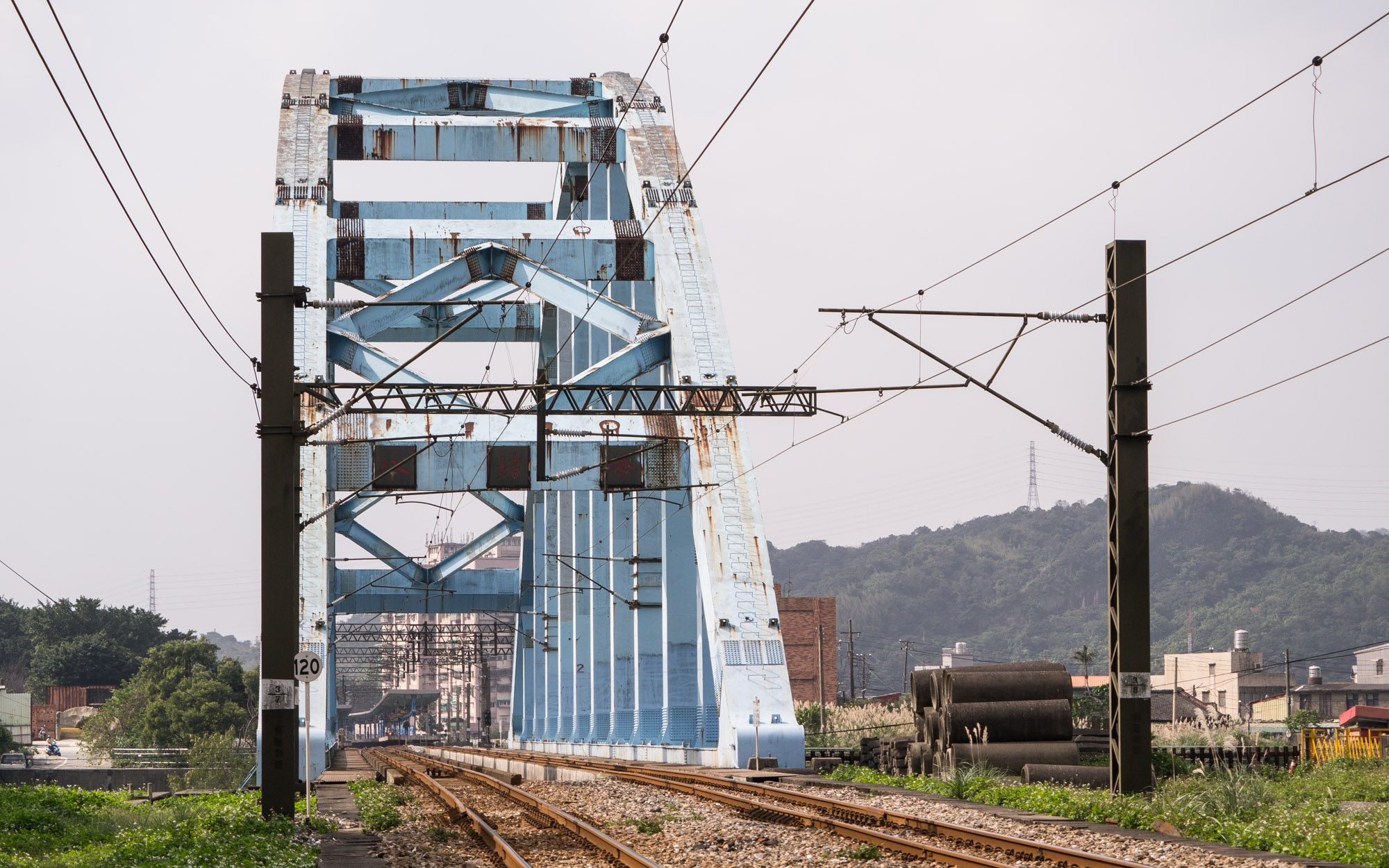
現役第五代八堵橋，雙線，橋面鋪設無道碴道床，鏽蝕的鋼梁在2019年8月改善。

#### 舊橋保存失敗
第三代舊橋2005年4月28日停用後，中華民國經濟部水利署第十河川局要求臺鐵局趕在汛期前拆除，以免阻礙水流。因該橋歷史悠久、且為台鐵唯一雙軌型桁架橋，具歷史價值，但臺鐵局無法負擔日後保養保存費用，只能在拆除時測繪、編號，儘量保持原貌，以利日後有人接手異地重組。而基隆市政府考量河川安全、異地保留牽涉龐大經費，以及該市缺乏場地等因素，故也未考慮是否保存舊橋。另外，國立科學工藝博物館曾與臺鐵局接洽，考慮將舊橋移至高雄市該館前方廣場展示，讓民眾了解早期的工業技術，然而，這個構想也處於未定案狀況。
臺鐵局分段拆解舊橋桁梁後，暫時存放在八堵車站後方空地，經過兩年餘風吹雨淋，均無單位向該局提出保留舊橋意願，所以臺鐵局表示，可能會以廢鐵處理。現況舊桁梁已自八堵車站移除。

#### 改善
現役第五代新橋2005年3月30日啟用後，多年來因氣候潮濕多雨，外觀逐漸斑駁污損、鏽蝕，常有民眾反映要求改善，經中華民國立法委員蔡適應及地方人士爭取，臺鐵局台北工務段同意編列4,200萬餘元預算，進行該橋外觀除鏽、塗裝、大樑鋼板補強、更換鉚釘等，自2017年11月起施工，原規劃新塗裝為藍色，但基隆市政府交通旅遊處協調臺鐵局能以融合周邊景觀環境為原則上色。
2019年8月，本橋梁改善及重漆工程完工。

## 引用資料
1. 1 2 3  臺灣鐵路局，《臺灣鐵路路線圖（西線）》，1965年5月。（繁體中文）
2. 1 2 3 4 5 6  楊永仁，〈基隆八堵間的改線工事〉，《鐵道情報》164期，中華民國鐵道文化協會，2005年3～4月號。（繁體中文）
3. ↑  〈台鐵八堵鐵橋 即將通車〉，《聯合報》，2005年3月18日，C2版。（繁體中文）
4. ↑  〈八堵舊鐵橋 功成身退 切換提前完成 下月底前拆除〉，《聯合報》，2005年4月29日，C2版。（繁體中文）
5. ↑  . 基隆市: 基隆市政府. 1987年5月: 頁158 （中文（臺灣））.
6. 1 2 3  . 臺北: 臺灣總督府鐵道部. 1910年9月30日，日本國立國會圖書館數位典藏: 頁221～234  [2022年7月31日]. （原始内容存档于2022年7月31日） （日语）.
7. 1 2  . 臺北: 臺灣總督府鐵道部. 1911年3月25日，日本國立國會圖書館數位典藏: 頁131  [2022年7月31日]. （原始内容存档于2022年7月31日） （日语）.
8. ↑  JAMES W. DAVIDSON. . 橫濱市: ジヤパン・ガゼット新聞社，1903年1月25日發行. 臺北市:南天書局（復刻版），1992年10月: 頁625照片. （英文）
9. 1 2 3 4  . 臺北: 臺灣總督府民政部土木局. 1918年11月19日，日本國立國會圖書館數位典藏: 第57頁以及照片  [2022年7月31日]. （原始内容存档于2022年7月31日） （日语）.
10. ↑  臺灣總督府鐵道部 著；江慶林 譯. . 臺灣省文獻委員會. 1990年6月 （中文（臺灣））.
11. ↑  黃智偉，〈縱貫鐵路築橋始末（下）〉. . 2009年1～2月號: 頁31 （中文（臺灣））.
12. ↑  〈水道改造〉，《臺灣日日新報》第5083號，1914年8月6日，漢文6版。（繁體中文）
13. ↑  . 中華民國（臺灣）中央研究院.   [2022-07-31].[]
14. 1 2 3  謝森展編著. . 臺北市: 創意力文化. 1993年1月初版: 頁127〈八堵橋與鐵橋〉照片. ISBN 957-9491-26-7 （中文（臺灣））.
15. ↑  蔡龍保.  二版一刷. 臺北市: 臺灣書房. 2007年7月. ISBN 978-986-6764-00-4 （中文（臺灣））.
16. ↑  〈基堵複線開通〉，《臺灣日日新報》，1914年4月15日，第4975號，漢文5版。（繁體中文）
17. ↑  . 《臺灣驛站之旅》網站. 2004-2018年. （原始内容存档于2020-09-16） （中文（臺灣））.
18. ↑  照片，《臺灣日日新報》第4988號，1914年5月2日，5版。（日語）
19. ↑  〈臺基複線工事〉，《臺灣日日新報》第4244號，1912年3月24日，漢文4版。（繁體中文）
20. 1 2 3  蔡宜儒，〈從基隆到七堵，從清代到日治〉. . 2005年3～4月號 （中文（臺灣））.
21. 1 2 3  李元龍，〈基隆河鐵橋復舊記事〉. . 2001年11月號 （中文（臺灣））.
22. ↑  . 臺北市: 臺灣總督府鐵道部. 1923年12月17日，日本國立國會圖書館數位典藏: 頁64  [2022年7月31日]. （原始内容存档于2022年5月7日） （日语）.
23. ↑  〈八堵驛地下道竣成〉，《臺灣日日新報》第8199號，1923年3月22日，漢文5版。（繁體中文）
24. ↑  . 臺北市: 臺灣總督府鐵道部. 1924年12月10日，日本國立國會圖書館數位典藏: 頁73  [2022年7月31日]. （原始内容存档于2022年7月31日） （日语）.
25. ↑  中華民國交通部交通研究所：中華民國57年《交通年鑑》，臺北市，1969年11月，頁152。（繁體中文）
26. ↑  中華民國交通部交通研究所：中華民國58年《交通年鑑》，臺北市，1970年11月，頁168、193。（繁體中文）
27. ↑  臺灣省文獻委員會. . 南投縣. 1993年1月15日: 頁313 （中文（臺灣））.
28. ↑  交通部臺灣鐵路管理局.  (报告). 國家圖書館 政府統計資訊網: 頁281. 1978年6月  [2022-07-31]. （原始内容存档于2022-10-19） （中文（臺灣））.。
29. ↑  片倉佳史著、劉添根譯. . 臺北市: 玉山社. 2008年一版. ISBN 9789866789212 （中文（臺灣））.
30. ↑  〈基隆「都市盲腸」決切除 宜蘭線鐵路支線 將拆遷至縱貫線鐵路〉，《中國時報》，1991年1月27日，13版。（繁體中文）
31. ↑  交通部臺灣鐵路管理局.  (报告). 國家圖書館 政府統計資訊網: 頁340. 1992年6月 （中文（臺灣））.。
32. ↑  〈八堵新鐵橋 煥藍一新〉，《聯合報》，2005年2月17日C2版。（繁體中文）
33. ↑  〈八堵舊鐵橋 功成身退 切換提前完成 下月底前拆除〉，《聯合報》，2005年4月29日C2版。（繁體中文）
34. ↑  〈舊八堵鐵橋 淡出歷史〉，《聯合報》，2005年5月22日C1版。（繁體中文）
35. ↑  〈八堵舊鐵橋 想當廢鐵處理〉，《聯合報》，2007年1月24日C5版。（繁體中文）
36. ↑  . 《自由時報》地方版. 2018-04-27 06:00. （原始内容存档于2020-09-16） （中文（臺灣））.
37. ↑  . 《聯合新聞網》地方版. 2019-08-17 23:09. （原始内容存档于2019-10-03） （中文（臺灣））.